# Movimento Alternativa Socialista

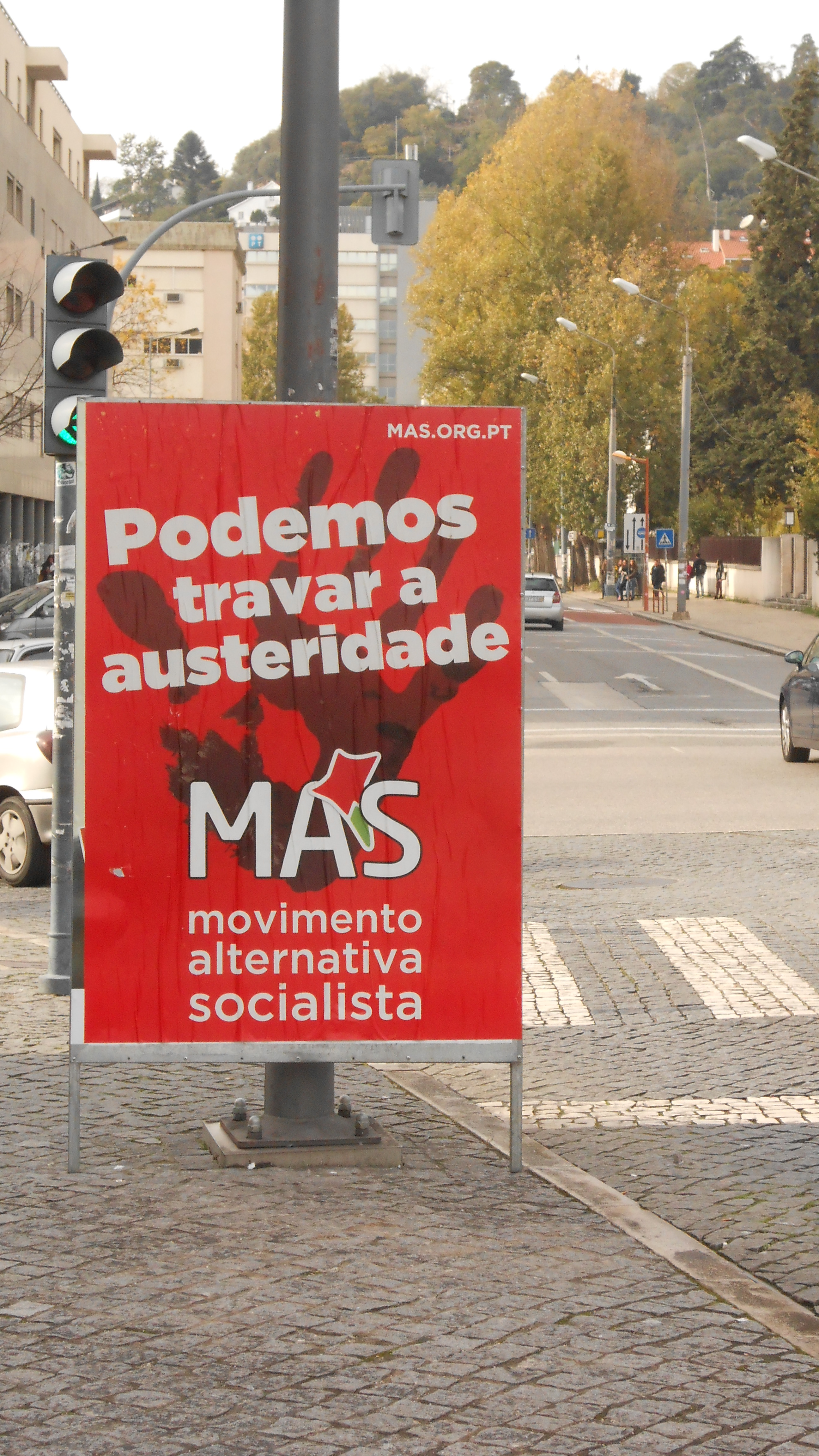
„Wir können die rigide Sparpolitik stoppen“, Plakat der MAS in Coimbra im November 2015

Movimento Alternativa Socialista (MAS), zu Deutsch „Bewegung sozialistische Alternative“, ist eine portugiesische trotzkistische Kleinpartei. Sie entstand aus der Vereinigung des studentischen Bündnisses „Ruptura“ und der ehemaligen Kleinpartei Frente de Esquerda Revolucionária (FER).
Vor 2011 war das studentische Bündnis „Ruptura“ ein Flügel der sozialistischen Partei Bloco de Esquerda. Im Dezember 2011 verließ sie den BE aufgrund politischer Differenzen. Gemeinsam mit der Kleinpartei Frente de Esquerda Revoluciónaria begannen die Planungen für eine gemeinsame Partei namens „Movimento Alternativa Socialista“.
Der erste Versuch der Anerkennung als Partei durch das Verfassungsgericht, das in Portugal dafür zuständig ist, scheiterte im April 2013, da die Parteistatuten als verfassungswidrig angesehen wurden. Erst nach Änderung der Satzung – dabei ging es um Details der internen Gerichtsbarkeit der Partei – erkannte das Gericht die Partei im Juli 2013 an.
Die Partei vertritt dezidiert linke, trotzkistische Positionen. Laut Parteistatuten kämpft die Partei gegen die „kapitalistische Ausbeutung und jegliche Form der Unterdrücken des menschlichen Wesen, für ein demokratisches, sozialistisches System, für die Macht der Arbeiter[klasse], die einen Übergang zu Sozialismus und Kommunismus möglich mache. Wir verstehen unter Sozialismus eine Gesellschaft, in der die Macht ausschließlich auf demokratische Weise durch die Arbeiter ausgeübt wird, unter Kommunismus [verstehen wir] eine Gesellschaft ohne Klassen und Stände.“ Der erste Parteitag der MAS fand vom 24. bis 26. Januar 2014 statt.
Die erste Wahl, bei der die Partei antrat, waren die Europawahlen 2014. Sie errang 12.442 Stimmen (0,38 Prozent) und konnte damit kein Mandat gewinnen.
Bei der Parlamentswahl in Portugal 2015 erhielt das Wahlbündnis AGIR (die Partei gemeinsam mit der PTP) 20.749 Stimmen bzw. 0,38 %, jedoch kein Mandat.
Bei der Europawahl in Portugal 2019 erhielt die Partei 6.641 Stimmen bzw. 0,28 %, jedoch kein Mandat.
Bei der Parlamentswahl in Portugal 2019 erhielt die Partei 3.243 Stimmen bzw. 0,06 %, jedoch kein Mandat.
Bei der Parlamentswahl in Portugal 2022 erhielt die Partei 6.157 Stimmen bzw. 0,11 %, jedoch kein Mandat.
Bei der Parlamentswahl in Portugal 2024 hat die Partei nicht teilgenommen.
Bei der Europawahl in Portugal 2024 erhielt die Partei 5.057 Stimmen bzw. 0,13 %, jedoch kein Mandat.